# Dave Way
David Richard Way, detto Dave (Powell River, 26 dicembre 1940 – Vancouver, 8 giugno 2007), è stato un cestista canadese.

## Carriera
Giocò a livello universitario alla University of British Columbia. Con il Canada ha disputato i Campionati del mondo del 1963, segnando 35 punti in 8 partite. Ha disputato anche i Giochi panamericani di San Paolo 1963.